# Unreal Unearth
Unreal Unearth ist das dritte Studioalbum des irischen Musikers Hozier und wurde am 18. August 2023 veröffentlicht. Es enthält die zuvor veröffentlichten Singles Eat Your Young, Francesca und All Things End.

## Hintergrund
Hozier schrieb das Album während der COVID-19-Pandemie. Er ließ sich von Dantes Inferno inspirieren, das er zu dieser Zeit zu lesen begann; der Aufbau des Albums ist an Dantes Konzept der neun Höllenkreise angelehnt.
Es ist das erste Album Hoziers, in dem irische Texte vorkommen. Butchered Tongue bezieht sich thematisch auf die Versuche der britischen Administration, die irische Sprache durch Kolonialismus zu zerstören.

## Titelliste
| Nr. | Titel                                            | Autor | Länge |
| --- | ------------------------------------------------ | --- | ----- |
| 1   | De Selby (Part 1)                                | Andrew Hozier-Byrne | 3:39  |
| 2   | De Selby (Part 2)                                | Hozier-Byrne, Daniel Krieger, Daniel Tannenbaum, Gitelman, Peter Gonzales, Sergiu Gherman                              | 3:47  |
| 3   | First Time                                       | Alex Ryan, Hozier-Byrne, Gitelman                                                                                      | 3:53  |
| 4   | Francesca                                        | Hozier-Byrne, Jennifer Decilveo                                                                                        | 4:30  |
| 5   | I, Carrion (Icarian)                             | Hozier-Byrne, Decilveo                                                                                                 | 3:16  |
| 6   | Eat Your Young                                   | Hozier-Byrne, Tannenbaum, Craig Balmoris, Krieger, Marius Fedor, Gonzales, Gherman, Stuart Johnson, Tyler Mehlenbacher | 4:02  |
| 7   | Damage Gets Done (mit Brandi Carlile)            | Hozier-Byrne, Krieger, Tannenbaum, Gonzales, Gherman, Johnson, Mehlenbacher                                            | 4:28  |
| 8   | Who We Are                                       | Hozier-Byrne, Krieger, Tannenbaum, Gonzales, Gherman                                                                   | 4:05  |
| 9   | Son of Nyx                                       | Ryan, Hozier-Byrne, Tannenbaum                                                                                         | 3:19  |
| 10  | All Things End                                   | Hozier-Byrne, Krieger, Gonzales, Gherman, Tannenbaum, Johnson                                                          | 3:33  |
| 11  | To Someone from a Warm Climate (Uiscefhuaraithe) | Hozier-Byrne, Gitelman                                                                                                 | 4:00  |
| 12  | Butchered Tongue                                 | Hozier-Byrne | 2:29  |
| 13  | Anything But                                     | Hozier-Byrne, Krieger, Tannenbaum, Fedor, Gonzales, Gherman, Johnson                                                   | 3:45  |
| 14  | Abstract (Psychopomp)                            | Hozier-Byrne, Balmoris, Krieger, Tannenbaum, Gonzales, Gherman, Johnson, Mehlenbacher                                  | 4:04  |
| 15  | Unknown / Nth                                    | Hozier-Byrne | 4:40  |
| 16  | First Light                                      | Hozier-Byrne, Balmoris, Krieger, Tannaüenbaum, Gonzales, Gherman, Johnson, Mehlenbacher                                | 4:52  |

## Kommerzieller Erfolg

### Chartplatzierungen
| ChartsChartplatzierungen       | Höchstplatzierung | Wochen |
| ------------------------------ | ----------------- | ------ |
| Deutschland (GfK)              | 4 (5 Wo.)         | 5      |
| Irland (IRMA)                  | 1 (… Wo.)         | …      |
| Österreich (Ö3)                | 7 (3 Wo.)         | 3      |
| Schweiz (IFPI)                 | 5 (2 Wo.)         | 2      |
| Vereinigte Staaten (Billboard) | 3 (22 Wo.)        | 22     |
| Vereinigtes Königreich (OCC)   | 1 (14 Wo.)        | 14     |

### Auszeichnungen für Musikverkäufe
| Land/Region                  | Auszeichnungen für Musikverkäufe (Land/Region, Auszeichnung, Verkäufe) | Verkäufe  |
| ---------------------------- | ---------------------------------------------------------------------- | --------- |
| Dänemark (IFPI)              | Gold                                                                   | 10.000    |
| Neuseeland (RMNZ)            | Platin                                                                 | 15.000    |
| Polen (ZPAV)                 | Platin                                                                 | 20.000    |
| Vereinigte Staaten (RIAA)    | Platin                                                                 | 1.000.000 |
| Vereinigtes Königreich (BPI) | Gold                                                                   | 100.000   |
| Insgesamt                    | 2× Gold · 3× Platin ·                                                  | 1.145.000 |

Hauptartikel: Hozier/Auszeichnungen für Musikverkäufe